# Gary Numan
Gary Numan, rodným jménem Gary Anthony James Webb, (* 8. března 1958) je anglický zpěvák, kytarista a hudební producent. Narodil se v Hammersmithu v západním Londýně. V roce 1976 založil skupinu Tubeway Army, se kterou do roku 1979, kdy se rozpadla, vydal dvě studiová alba. V roce 1979 vydal své první sólové album s názvem The Pleasure Principle. Později následovala řada dalších nahrávek. V roce 1989 vydal společné album s Billem Sharpem nazvané Automatic. Během své kariéry spolupracoval i s dalšími hudebníky, mezi které patří například Jayce Lewis a Robert Palmer. V roce 2017 získal cenu Człowiek ze Złotym Uchem.